# E3 Harelbeke 1971
De E3 Harelbeke 1971 is de veertiende editie van de Belgische wielerklassieker E3 Harelbeke en werd verreden op 27 maart 1971. Roger De Vlaeminck kwam na 235 kilometer als winnaar over de streep. De gemiddelde uursnelheid van de winnaar was 39,50 km/u.

## Uitslag
| Rang | Naam                 | Tijd  |
| ---- | -------------------- | ----- |
| 1    | Roger De Vlaeminck   | 5u57' |
| 2    | Georges Pintens      | +3"   |
| 3    | Eddy Merckx          | +8"   |
| 4    | Walter Godefroot     | +40"  |
| 5    | Erik De Vlaeminck    | +42"  |
| 6    | Frans Verbeeck       | +45"  |
| 7    | Guido Reybrouck      | +48"  |
| 8    | Eric Leman           | z.t.  |
| 9    | Willy Planckaert     | z.t.  |
| 10   | Daniel Van Ryckeghem | z.t.  |